# Montgaillard-en-Albret
Montgaillard-en-Albret (bis 30. Dezember 2021 Mongaillard; okzitanisch: Montgalhard) ist eine französische Gemeinde mit 167 Einwohnern (Stand: 1. Januar 2022) im Département Lot-et-Garonne in der Region Nouvelle-Aquitaine. Die Gemeinde gehört zum Arrondissement Nérac und zum Kanton Lavardac. Die Einwohner werden Mongaillardais genannt.

## Geografie
Montgaillard-en-Albret liegt etwa 34 Kilometer westlich von Agen. Umgeben wird Montgaillard-en-Albret von den Nachbargemeinden Buzet-sur-Baïse im Norden, Vianne im Osten, Lavardac im Süden sowie Xaintrailles im Westen.

## Bevölkerungsentwicklung
| Jahr                       | 1962 | 1968 | 1975 | 1982 | 1990 | 1999 | 2006 | 2011 | 2017 |
| Einwohner                  | 219  | 212  | 209  | 184  | 166  | 171  | 189  | 188  | 180  |
| Quellen: Cassini und INSEE |      |      |      |      |      |      |      |      |      |

## Sehenswürdigkeiten
- Kirche Saint-Étienne
- Burgruine Mongaillard aus dem 13. Jahrhundert, seit 1926 Monument historique

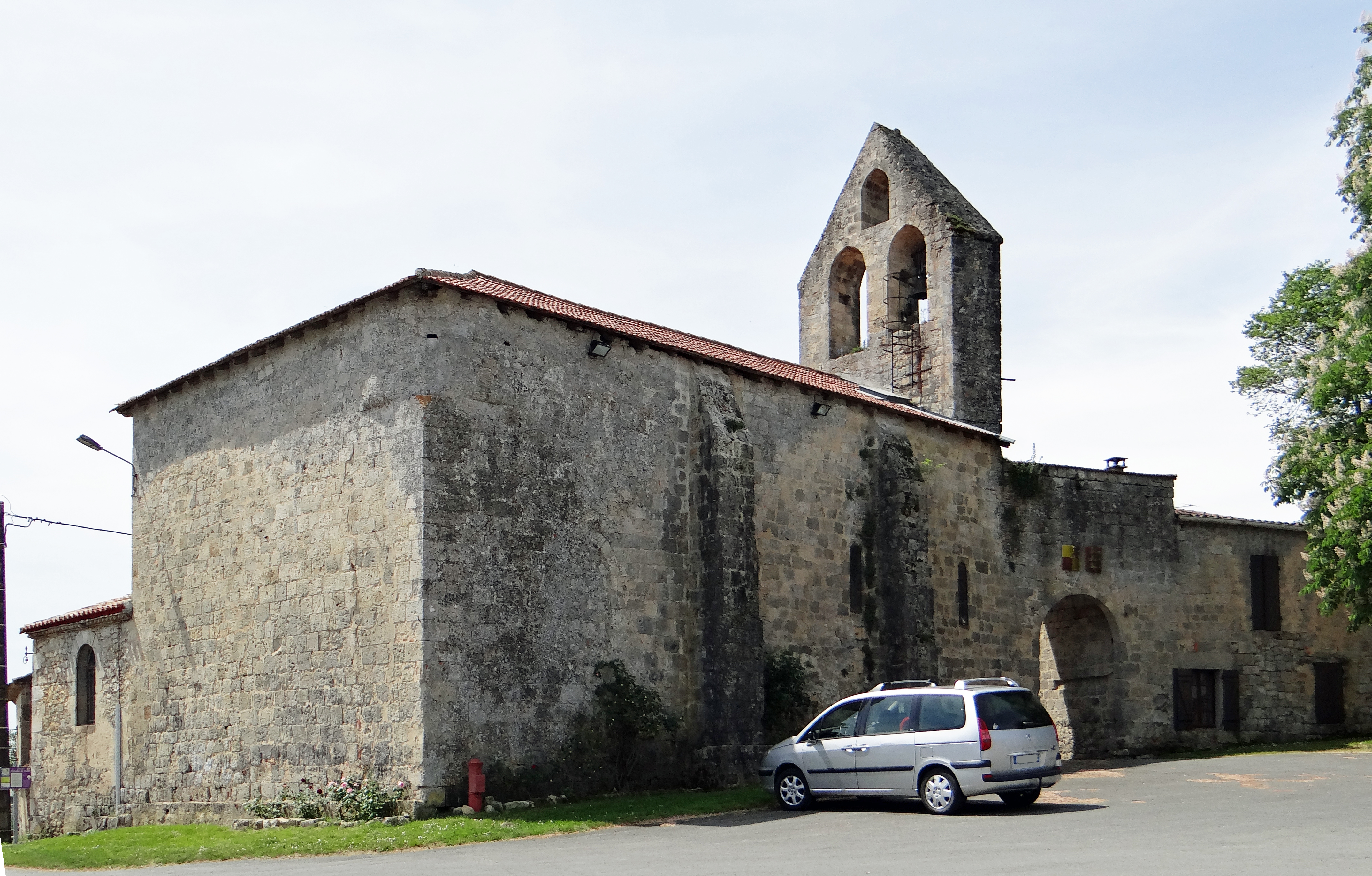
Kirche Saint-Étienne
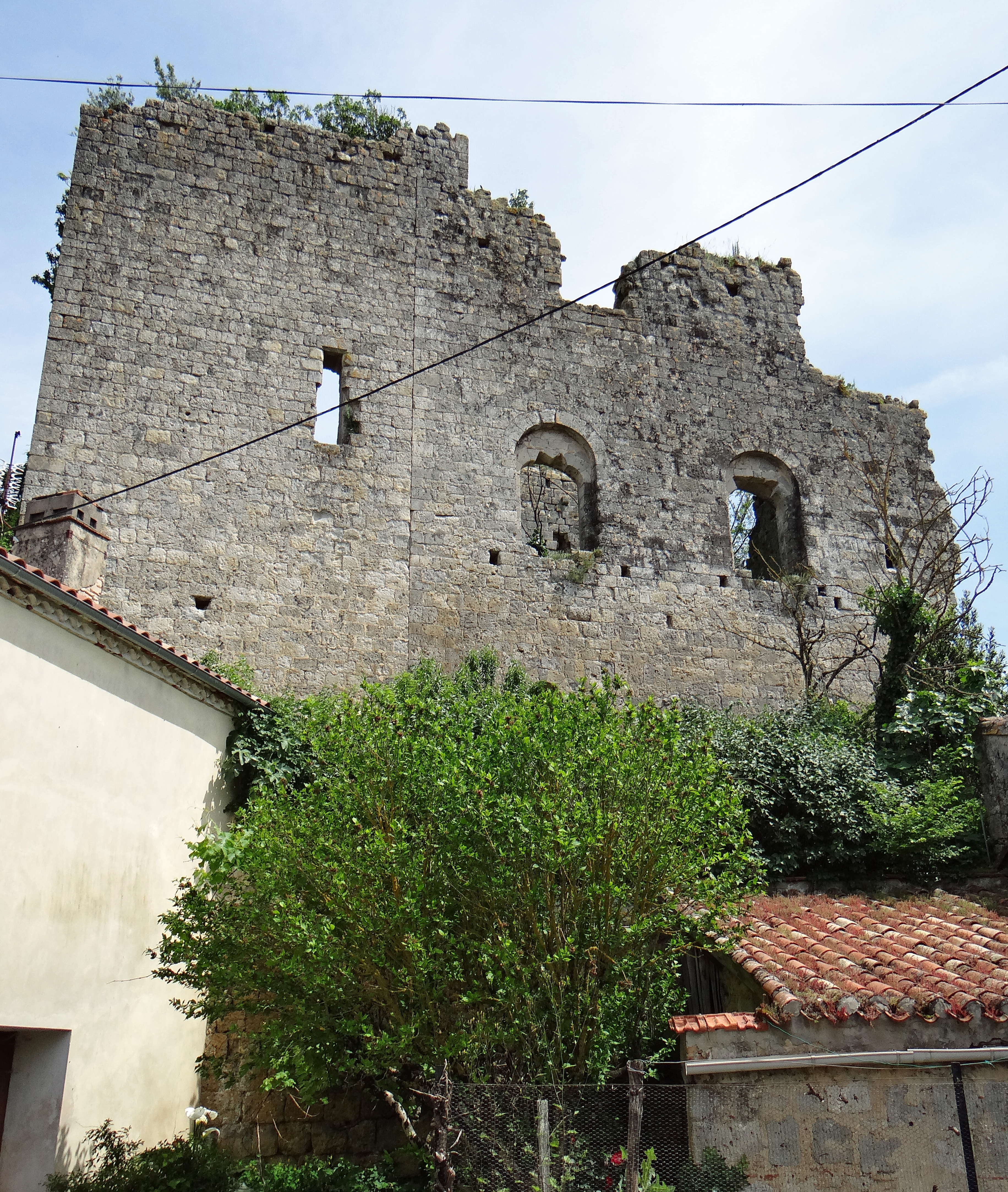
Burgruine Mongaillard

## Nachweise
1. ↑  Décret no 2021-1921 du 30 décembre 2021 portant changement du nom de communes , www.legifrance.gouv.fr, abgerufen am 21. Januar 2022